# Myrmeleon pictifrons
Myrmeleon pictifrons är en insektsart som beskrevs av Gerstaecker 1885. Myrmeleon pictifrons ingår i släktet Myrmeleon och familjen myrlejonsländor. Inga underarter finns listade i Catalogue of Life.